# (37765) 1997 GF11
1997 GF11 (asteroide 37765) é um asteroide da cintura principal. Possui uma excentricidade de 0.07700590 e uma inclinação de 6.36755º.
Este asteroide foi descoberto no dia 3 de abril de 1997 por LINEAR em Socorro.